# Correio Fluminense
O Correio Fluminense foi um dos principais veículos de comunicação impressa do Sul Fluminense ao final da década de 1990.
O periódico era produzido pela editora Emigraph, do jornalista Marcelo Vanin e do publicitário Eduardo César Rodrigues Viana.
Thalis Mota e Teixeira Heizer foram colunistas deste jornal.
Em suas páginas, a publicação trazia notícias e artigos dos municípios de Barra Mansa, Barra do Piraí, Itatiaia, Piraí, Resende e Volta Redonda.